# Churchite-(Nd)
La churchite-(Nd) è una specie minerale non più riconosciuta dall'Associazione Mineralogica Internazionale (IMA) nel marzo 2015.